# Szczawin-Kolonia
Szczawin Kolonia – część wsi Szczawin w Polsce położona w województwie łódzkim, w powiecie zgierskim, w gminie Zgierz. Wchodzi w skład sołectwa Szczawin.
W latach 1975–1998 Szczawin-Kolonia należał administracyjnie do ówczesnego województwa łódzkiego.